# NGC 1762
NGC 1762 est une galaxie spirale située dans la constellation d'Orion. NGC 1762 a été découverte par l'astronome germano-britannique William Herschel en 1785.

## Caractéristiques
Sa vitesse par rapport au fond diffus cosmologique est de 4 739 ± 2 km/s, ce qui correspond à une distance de Hubble de 69,9 ± 4,9 Mpc (∼228 millions d'al).
À ce jour, une dizaine de mesures non basées sur le décalage vers le rouge (redshift) donnent une distance de 84,450 ± 21,519 Mpc (∼275 millions d'al), ce qui est tout juste à l'intérieur des valeurs de la distance de Hubble. Notons cependant que c'est avec la valeur moyenne des mesures indépendantes, lorsqu'elles existent, que la base de données NASA/IPAC calcule le diamètre d'une galaxie et qu'en conséquence le diamètre de NGC 1762 pourrait être d'environ 37,9 kpc (∼124 000 al) si on utilisait la distance de Hubble pour le calculer. 
La classe de luminosité de NGC 1762 est III et elle présente une large raie HI.

## Supernova
La supernova SN 2002cy a été découverte dans NGC 1762 le 8 mai 2002 l'astronome amateur sud africain Berto Monard. Le type de cette supernova n'a pas été déterminé.

## Groupe de NGC 1762
NGC 1762 fait partie d'un groupe de galaxies qui porte son nom. Le groupe de NGC 1762 comprend au moins 27 galaxies, dont les galaxies IC 392, NGC 1590, NGC 1633, NGC 1642, NGC 1691, NGC 1713, NGC 1719 et NGC 1762.